# Amae
Amae (甘え?) è una parola giapponese oggetto di studio da parte di Takeo Doi ed è un sostantivo usato come parola-chiave per spiegare, analiticamente, il comportamento di una persona che cerca di indurre una figura autoritativa, come un genitore, un coniuge, un insegnante o un superiore, a prendersi cura di lei. Il verbo in sé è usato per descrivere il comportamento di altre persone. La persona che sta esprimendo amae può implorare o lamentarsi o, in alternativa, può agire egoisticamente nella convinzione che la persona che si occupa di lei perdonerà e sarà condiscendente. Il comportamento dei bambini verso i genitori è forse l'esempio più comune di amae, ma è stato suggerito che le pratiche pedagogiche nel mondo occidentale cercano di interrompere questo tipo di dipendenza nei bambini, mentre essa continua fino all'età adulta, nelle relazioni più strette, in Giappone.

## In ambito letterario
È stato soprattutto lo psicoanalista giapponese Takeo Doi a spiegare e descrivere questo tipo di comportamento. Nel suo libro Anatomia della dipendenza, pubblicato per la prima volta nel 1971, Doi afferma che l‘amae non è solo un fenomeno giapponese, ma i giapponesi sono l'unico popolo a possedere un ampio vocabolario che lo descriva. Il motivo è che l‘amae è un fattore importante nell'interazione e nei costumi giapponesi. 
Doi spiega che l‘amae è la forma sostantivale di amaeru, un verbo intransitivo che lui definisce come "dipendere da e presumere la benevolenza di un'altra persona". Il sostantivo indica "l'essere indifeso e il desiderio di essere amato". Amaeru può anche essere definito come "desiderio di essere amato ed elevato grado di dipendenza". Vari dizionari bilingui definiscono l‘amae come "contare sulla buona volontà di una persona", "agire amorevolmente verso qualcuno (come un bambino molto coccolato si comporta verso i suoi genitori)", "trarre vantaggio da", "comportarsi come un bambino viziato", "approfittare di", "comportarsi in modo carezzevole con un uomo", "parlare in modo civettuolo", "approfittare di (della gentilezza, del buon carattere, di qualcuno, ecc.)", e così via. L‘amae è essenzialmente una richiesta di condiscendenza verso i propri bisogni percepiti.
Doi dice:
(Takeo Doi in Frank Gibney, Japan: The Fragile Superpower, 1975)
Secondo Doi e altri, in Giappone il tipo di relazione basata su questo prototipo fornisce un modello dei rapporti umani in generale, specialmente (sebbene non esclusivamente) quando una persona è più anziana di un'altra. Come dice un altro scrittore:
(Frank Gibney, Japan: The Fragile Superpower, 1975)
Amae può essere usato anche per descrivere il comportamento di un marito che torna a casa ubriaco e dipende dalla moglie per essere messo a letto. In Giappone amae ha una connotazione di immaturità, ma è anche riconosciuto come elemento chiave nelle relazioni amorose, forse molto di più rispetto al concetto di amore romantico così comune in Occidente.

## Critiche
Per un'ampia critica dell'opera di Doi, che ritiene la teoria di Doi semplicemente un'altra variante di nihonjinron, vedi Peter Dale pp.116-175.
L'opera di Doi è stata acclamata come contributo particolare alla psicanalisi dallo psichiatra americano Frank Johnson, che ha dedicato uno studio a Doi e ai suoi critici.